# Сластіон Юрій Опанасович
Ю́рій Опана́сович Сластіо́н (18 (31) січня 1903, Миргород, Полтавська губернія, Російська імперія — 22 липня 1980, Денвер, Колорадо, США) — український й американський релігійний діяч, священник Української автокефальної православної церкви (УАПЦ) в США. Архітектор, живописець і композитор. Автор «Літургії св. Іоана Золотоустого» для мішаного хору. 
Син українського мистецтвознавця Опанаса Сластіона.

## Життєпис
З ранніх років у нього виявилося широке коло захоплень. Його цікавили історія, математика, географія, малярство, музика. Та коли прийшов час здобувати професію, він надав перевагу архітектурі й після закінчення школи 1921 року вивчав архітектуру в Харкові (вступив на архітектурне відділення Харківського художнього інституту), а в 1924–1928 рр. ще й навчався в музично-драматичному інституті імені Лисенка в класі композиції відомого педагога Семена Богатирьова. У цей же час Юрій спробував писати музику. Відомо, що в студентські роки написав кілька пісень на тексти Т. Шевченка. 
Після смерті батька Опанаса Сластона Юрко взяв на себе всі турботи по утриманню родини, яка ледве виживала в час Голодомору, розрухи та тотального знищення української культури. Може, тому й залишилися недослідженими передвоєнні та воєнні періоди діяльності мистця. Відомо, що він жив у Харкові та працював у сфері архітектури й будівництва, а навесні 1943 року разом із дружиною Софією виїхав на Захід. 1944 року вони прибули до Німеччини, де після війни Юрій працював в «Українській родовідній установі» Євгена Архипенка з вивчення та дослідження гербової геральдики, а з 1947 року — в інституті родознавства та знаменознавства, очолюваного відомим археологом М. Міллером.
1949 року Юрій і Софія Сластіони еміґрували до США й оселилися в Денвері (штат Колорадо). Нове життя мистець розпочав із виготовлення архітектурних проєктів приватних будинків і замальовок природи живописних приміських околиць. Його картини охоче купували місцеві жителі та нові еміґранти: німці, серби, поляки. Невдовзі побільшало й українців. А це дало можливість створити в місті відділи УККА, Українського народного союзу, «Провидіння», «Золотого Хреста», спортивний клуб і «Пласт». На кінець 1953 року тут проживало 600 українських поселенців.
Значні зміни сталися 1956 року, коли в Денвері було засновано українську автокефальну православну церкву св. Покрови, в якій Юрій організував церковний хор. Того ж року в Чикаґо видавництво «Православний українець» видало його «Літургію Св. Іоана Златоуста».
Ще значно покращилося суспільне життя українців Денверу з приїздом до міста Євгенії Винниченко-Мозгової, колишньої солістки королівської опери. Уперше її голос тут прозвучав 13 березня 1955 року на Шевченківському концерті, що відбувся в приміщенні українського клубу. Співачка виконала «Садок вишневий коло хати», українські народні пісні «Дощик», «Біду собі купила» та свою авторську пісню «Україна». Відтоді й упродовж довгих років Юрій Сластіон був її акомпаніатором.
Згодом парафіяни придбали нове приміщення для церкви й він узявся за оформлення її стін та іконостасу. 
Та не тільки радістю повнилося життя мистця. 10 квітня 1957 року після тривалої хвороби померла дружина Софія. Ця трагедія великою біллю відбилася в його серці. Але життя тривало. Чоловік жив у своєму будинку, який утримував у чистоті. Так, громадсько-політичний діяч Іван Світ, котрий у серпні 1962 року разом із дружиною Марією побував у мистця в гостях, у своїй статті «Подорож на Захід» писав: «Ми пішли до Юрія Сластіона. В тихій вулиці знайшли в ідеальнім порядку його будинок, а переступивши поріг, відчули щось особливо приємне: килими на підлогах, стилеві меблі, картини на стінах, все це свідчило про те, що тут мешкає людина з мистецькими уподобаннями. Господар показав нам кілька картин свого славного батька та свої доробки — мальовничі краєвиди Колорадо, праці з церковної архітектури та різного роду проекти. На другому поверсі будинку в маленькій кімнаті-студії почали ми розмову. «В українських церквах на цьому континенті, — сказав п. Сластіон, — рідко звертають увагу на мистецький бік побудови іконостасу та його архітектурний стиль. У Денвері в православній церкві зокрема царські ворота мають виразні ознаки українського стилю. Всіх ікон-образів в іконостасі та на стінах є понад 20 і витримані вони в тому самому стилі, бо малював їх один і той самий маляр. Формою, розміщенням та характером вони гармонійно пов'язані».
Розмови про іконостас господар торкнувся не випадково, бо то була його робота. Юрій показував гостям виготовлені ним копії ікон із давньої візантійської, західноєвропейської, середньовічної, італійської, німецької та фламандської доби Відродження. Що ж до українського стилю церковного малярства дослідник із досвідом запевняв, що «він залишився не розробленим, бо вимагає великої обережности у випадку, коли одна частина духівництва бажає цього стилю в наших церквах, а друга — його відкидає».
У жовтні 1965 року Юрій Сластіон одружився вдруге. Його другою дружиною стала Галина Завадович-Шульга, донька маляра-живописця Іллі Шульги, розстріляного 1938 року. Це вона разом із матір'ю Лідією в лютому 1944 року, успакувавши 75 батькових полотен, пустилася в далеку дорогу до Німеччини, а звідти до США, де оселилася в Денвері. 1965 року Юрій Сластіон прийняв сан священника УАПЦ і до кінця життя служив у церкві св. Покрови.
Юрій і Галина Сластіони спільно організовували у місті мистецькі виставки та музичні вечори, незмінними учасниками яких були Євгенія Винниченко-Мозгова, син Галини Олег Завадович, її онуки Наталя й Марко та невістка Барбара, американка, котра вивчила українську мову й навчилася грати на бандурі. За 30 років вони провели кілька десятків музичних вечорів до ювілейних дат Тараса Шевченка, Лесі Українки, Івана Франка, традиційних імпрез із відзначень роковин самостійності України тощо. Про один із них Стефанія Левченко в журналі «Наше життя» писала: «Наш відділ спільно з 226 відділом УНСоюзу 28 лютого 1971 року влаштував вечір з доповіддю «Безсмертність Лесі Українки», яку виголосила Галина Сластіон. Співачка Євгенія Мозгова виконала чотири пісні на слова поетеси, Барбара Завадович відспівала «Встає хмара з-за лиману», а потім ще й дует разом з чоловіком Олегом. Група дівчат виконали «Гетьте, думи, ви хмари осінні!» та «Гей, гей, як плига човник».
З архітектурних праць мистця слід виділити проєкти іконостасів катедри св. Трійці у Вінніпезі, української православної церкви св. Михайла в Міннеаполісі та усипальниці гетьмана України Павла Скоропадського в Вісбадені (Німеччина). Серед портретних робіт заслуговують на увагу портрети митрополита Андрея Шептицького та верховного архієпископа Йосифа Сліпого. Він — автор ікон виготовлених на замовлення української православної церкви в Лос-Анджелесі.
Юрій Сластіон — дійсний член УВАН від початку її заснування, на конференціях якої виступав із науково-обґрунтованими доповідями про доробки батька Опанаса Сластіона та Іллі Максимовича Шульги (1899–1938). Особливого відзначення заслуговують його дослідження «Шляхи архітектури українських церков на американському ґрунті» (1956), «До питання форми українського національного хреста», «Історична мистецько-релігійна студія», «Про Богданову церкву в Суботові, як визначну історичну та мистецьку пам'ятку XVII ст.» (1964), «Чи маємо подібність Ісуса Христа?», «Про питання іконографії розп'яття», «Про гробницю гетьмана П. Скоропадського» (1966) та ін. Деякі з цих доповідей було видано у вигляді брошур.
Вагомим внеском до дитячої літератури є його ілюстрації до книг «Ой хто там» Катерини Перелісної (1954) та «Пригоди української книжки» Ганни Черінь. Останню з них було видано накладом Українсько-американської видавничої спілки в Чикаґо 1972 року.
1973 року Юрій видав у Києві монографію про батька Опанаса Сластіона. Ще мав на меті ґрунтовно дослідити величезний доробок у 1,2 тис. картин маляра-живописця, Іллі Шульги, батька своєї дружини. Але несподівана смерть обірвала його плани та надії. Земне життя Юрія Сластіона скінчилося 22 липня 1980 року в м. Денвері на 78 році життя. Поховали його останки поряд із могилою першої дружини Софії Сластіон.
Юрію Сластіону належать твори церковного живопису, портрети, пейзажі, графіка. Малював ілюстрації до книг та проекти оформлення обкладинок. Був автором проєкту гробниці для гетьмана Павла Скоропадського, однак проєкт залишився нереалізованим. 
У музиці — світські та церковні хорові («Літургія св. Іоана Золотоустого» для мішаного хору, 1956) та сольні вокальні твори.